# Тихомир Петрујкић
Тихомир Петрујкић је српски доктор ветерине. Рођен је у околини Бора, месту Злот 15. јануара 1947. године.

## Школовање
Основну школу похађао је у свом родном селу Злоту,а затим је завршио Гимназију "Бора Станковић" у Бору.Због своје превелике љубави према животињама одлучио је да упише Ветеринарски факултет у Београду.Успешно је завшио факултет и докторирао. Радио је приватно у многим клиникама, а уједно и предавао на факултету.

## Пословна каријера
Током свог живота заједно са својим колегама написао је две кнјиге које су од великог значаја садашњим ветеринарима:"Репродукција свиња"(2011),"Диагностика и терија обољења коња"(2009) и "Интерна медицина".Такође многобројни његови радови били су забележени у часописима:"Contemporary agriculture" (2012),"Reproduction in domestic animals" (2011),"Ветеринарски журнал Републике Српске" (2010). У својој каријери постигао је доста успех и успео је да своју љубав према животињама као и стечено знање пренесе свом сину Бранку Петрујкићу такође познатом ветеринару.

## Живот
Данас,Тихомир живи у Београду заједно са својом супругом и децом. Тренутно је у пензији, али и даље се бави приватном праксом.